# Malouetia sessilis
Malouetia sessilis är en oleanderväxtart som först beskrevs av Vell., och fick sitt nu gällande namn av Müll.Arg.. Malouetia sessilis ingår i släktet Malouetia och familjen oleanderväxter. Inga underarter finns listade i Catalogue of Life.